# Cerro de La Popa

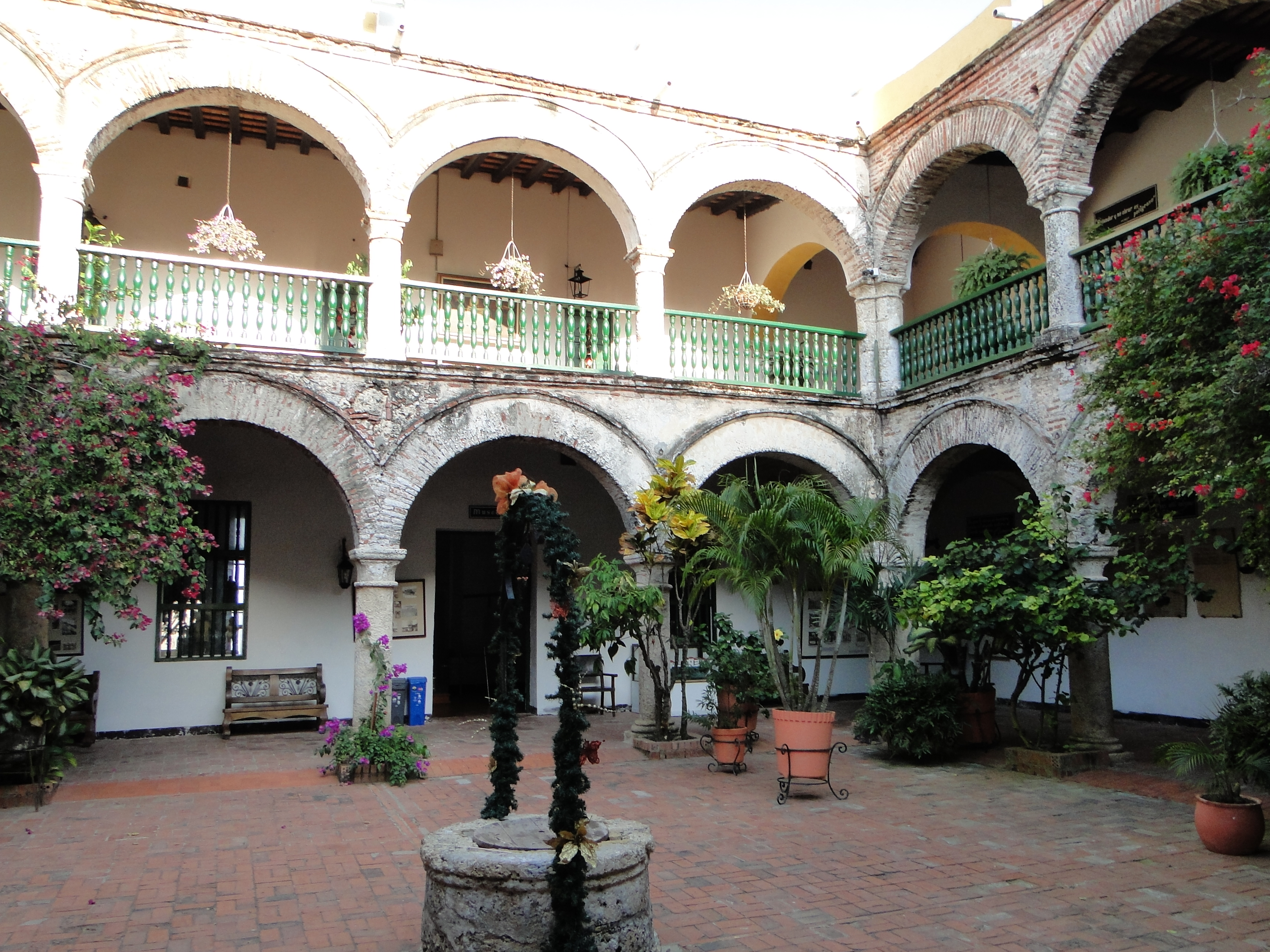
En el patio del monasterio de La Popa

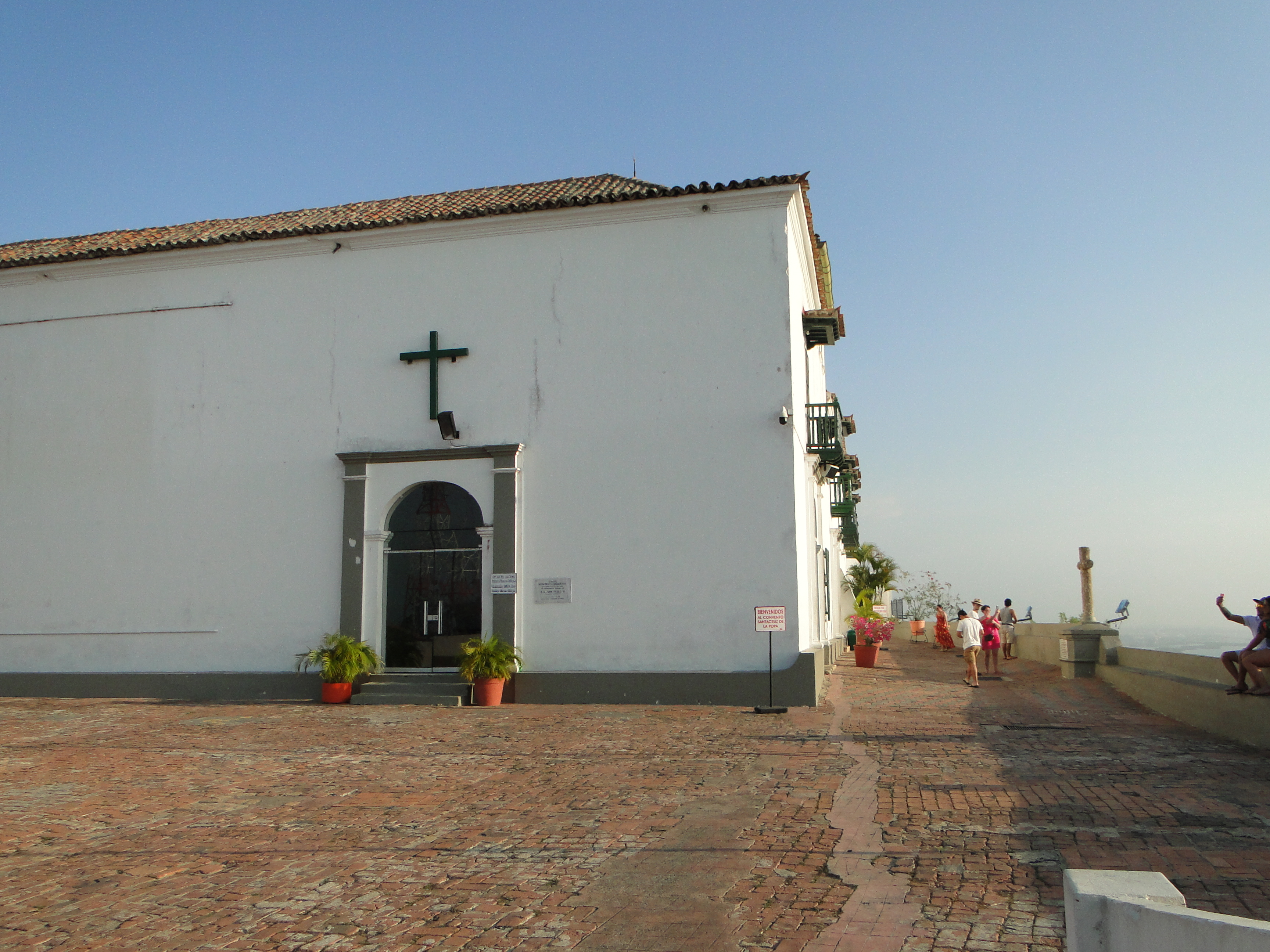
Cerro de la Popa y vista sobre la ciudad de Cartagena.

El cerro de La Popa es el accidente geográfico más elevado de Cartagena de Indias, Colombia. Los españoles que lo descubrieron en 1510 nunca se imaginaron ver una enorme galera que sobresalía del mar, por lo que lo llamaron cerro de la Galera, y a la cima, la popa de la galera. Posteriormente, los antiguos cartageneros también lo llamaron Cerro de la Cruz por la cruz que lo corona. En su cima se encuentran una iglesia y convento colonial de la Orden de Agustinos Recoletos construidos entre 1606 y 1611. 
En la Colonia existía en su cima un adoratorio clandestino donde los indios y esclavos africanos adoraban a una deidad llamada Buziriaco o Cabro Urí que tenía apariencia de un macho cabrío. La leyenda cuenta que entonces fray Alonso de la Cruz Paredes, religioso de la Orden de Agustinos Recoletos, quien se encontraba apartado en el desierto de Ráquira (Boyacá), recibió en un sueño la orden de la virgen María de erigirle un monasterio en el lugar más elevado de una ciudad costanera. Fue así como el monje viajó hasta Cartagena y sobre el cerro de la Popa llevó a cabo la misión ordenada. A su llegada a la ciudad arrebató el cabro Busiraco y lo arrojó cuesta abajo. Desde entonces el sitio se conoce como el Salto del Cabrón y su culto fue reemplazado por el de la imagen venerada de la Virgen de la Candelaria, pintura de origen colonial que representa a la virgen de raza negra que hoy es patrona de Cartagena de Indias.
Se cree que la construcción del templo y convento de la Popa demoró mucho más de lo previsto por los continuos saboteos de Busiraco en forma de truenos, rayos, lluvias y vendavales. En la época Colonial, y hasta la abolición de la esclavitud, los negros africanos establecidos en la ciudad y sus alrededores tenían permiso de celebrar las fiestas de la Virgen de la Candelaria.
El convento de la Popa dejó de ser habitado por los agustinos recoletos desde 1822 hasta 1963 a causa de la desamortización ordenada por las autoridades civiles. Posteriormente, los frailes pudieron recuperar el convento y el Santuario de la Virgen de la Candelaria, que alberga su imagen en el retablo dorado de la capilla. El Papa Juan Pablo II coronó canónicamente a la Virgen el domingo 6 de julio de 1986 en su visita apostólica a Cartagena.